# Strickers Batteri
Strickers Batteri var et kystbatteri, der blev opført under Englandskrigene 1801-1808 efter planer af Ernst Peymann. Det lå på Amager i Kløvermarkens sydlige ende tæt på Prøvestenen ud mod Øresund. Det fik navn efter dets første premierløjtnant Justus Alexander Stricker (1775-1841).
Det forsvarede Københavns Havn sammen med Trekroner Søfort (anlagt 1787-1827) og Lynetten (anlagt 1767-1780). Senere blev Prøvestensfortet (anlagt 1858-1863) og Mellemfortet (anlagt 1860-1863) anlagt i nærheden af batteriet.
Strickers Batteri blev i 1954 sprængt i luften, da man vurderede at det ikke var bevaringsværdigt. Det gav plads til De Danske Spritfabrikker og Pyrolyseværket.
Mellemfortet blev også fjernet, her ligger nu Amagerværket.

## Ekstern henvisning
- Københavns befæstning (Webside ikke længere tilgængelig)

1. ↑  "Strickers Batteri". Den Store Danske (lex.dk online udgave).

55°40′24″N 12°37′18″Ø / 55.6734°N 12.6217°Ø